# Leioproctus floccosus
Leioproctus floccosus är en biart som beskrevs av Maynard 1992. Leioproctus floccosus ingår i släktet Leioproctus och familjen korttungebin. Inga underarter finns listade i Catalogue of Life.

## Bildgalleri

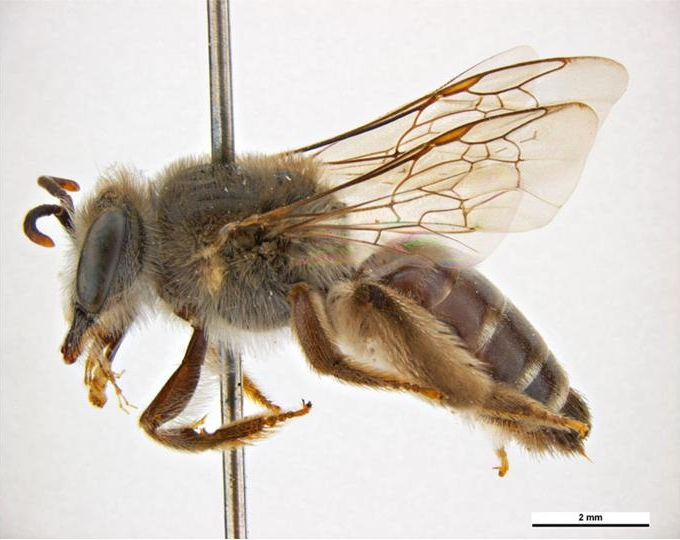